# اسلج همر!
اسلج هَـمِـر! (انگلیسی: Sledge Hammer!) یک سیت‌کام طنز پلیسی آمریکایی به کارگردانی آلن اسپنسر و هنرنمایی دیوید راشی است که در سال ۱۹۸۶ منتشر شد. این مجموعه دربارهٔ کارآگاهی به نام «اسلج هَمر» است که کاریکاتوری از یک پلیس خودسر و غیرقابل پیش‌بینی است.

## گزیدهٔ بازیگران

### اصلی
- دیوید راشی در نقش سربازرس «اسلج هَمر»، کارآگاه کله‌شق، جنسیت‌نگر و مرتجع (همه اینها به اعتراف خودش)، اما در عین‌حال جدی و محترم از اداره پلیس سان فرانسیسکو. او یک هفت‌تیر کالیبر ۴۴ مدل ۲۹ اسمیت و وسون دارد[۲] که روی دستهٔ آن، شکل یک پتک حکاکی شده است. او اسلحه‌اش را «رفیق» (آمیگو) خطاب می‌کند و حتی در رختخواب یا در حمام هم آن را به‌همراه دارد. وی از آن دسته پلیس‌هایی است که معتقد است «اول شلیک کن، بعدش هم بررسی نکن!»[۳]
- آن-ماری مارتین در نقش کارآگاه «دوری دورو»، همکار سربازرس «اسلج هَمر» که حساس، باهوش و کارکُشته است. با گذشت زمان مشخص می‌شود که او احساسات عاشقانه‌ای نسبت به سربازرس دارد.[۳]
- هریسون پیج در نقش «کاپیتان ترانک» رئیس پلیس. او بر کارهای هَمر و دورو نظارت می‌کند[۲] و مرتباً به دلیل نگرش و عملکرد بی‌ملاحظه و گستاخانه هَمر دچار خشم می‌شود.

### میهمان
- لوئیس آرکت
- بیل بیکسبی
- باد کرت
- بیل دانا
- جان دنزمور
- مایکل دی بار
- سارا داگلاس
- نورمن فل
- کونچتا فرل
- کرت فولر
- سید هیگ
- مارک هولتون
- کلینت هاوارد
- بریون جیمز
- دیوی جونز
- برنی کاپل
- دن لاریا
- لنس لگو
- پیتر مارشال
- ریچارد مول
- رانی شل
- آرمین شیمرمن
- دان استارک
- برندا استرانگ
- جان ورنن
- ری والستن
- پاتریک وین
- دوین ویتاکر
- مری وارناف